# La Motte-Ternant
Pour les articles homonymes, voir La Motte.
La Motte-Ternant est une commune française située dans le département de la Côte-d'Or en région Bourgogne-Franche-Comté.
Forte de 150 habitants (2022), la commune est située dans le canton de Semur-en-Auxois (anciennement canton de Saulieu), l'arrondissement de Montbard, et la communauté de communes de Saulieu.

## Géographie

### Localisation
La Motte-Ternant se situe aux confins de l'Auxois (calcaire) et du Morvan (granitique). Vers l'ouest, l'ascension des marches de Saulieu (aussi identifié comme le Bas Morvan oriental) annonce les reliefs plus prononcés du Haut Morvan. Vers l'est, le mont Rond est un bel exemple des buttes de l'Auxois.

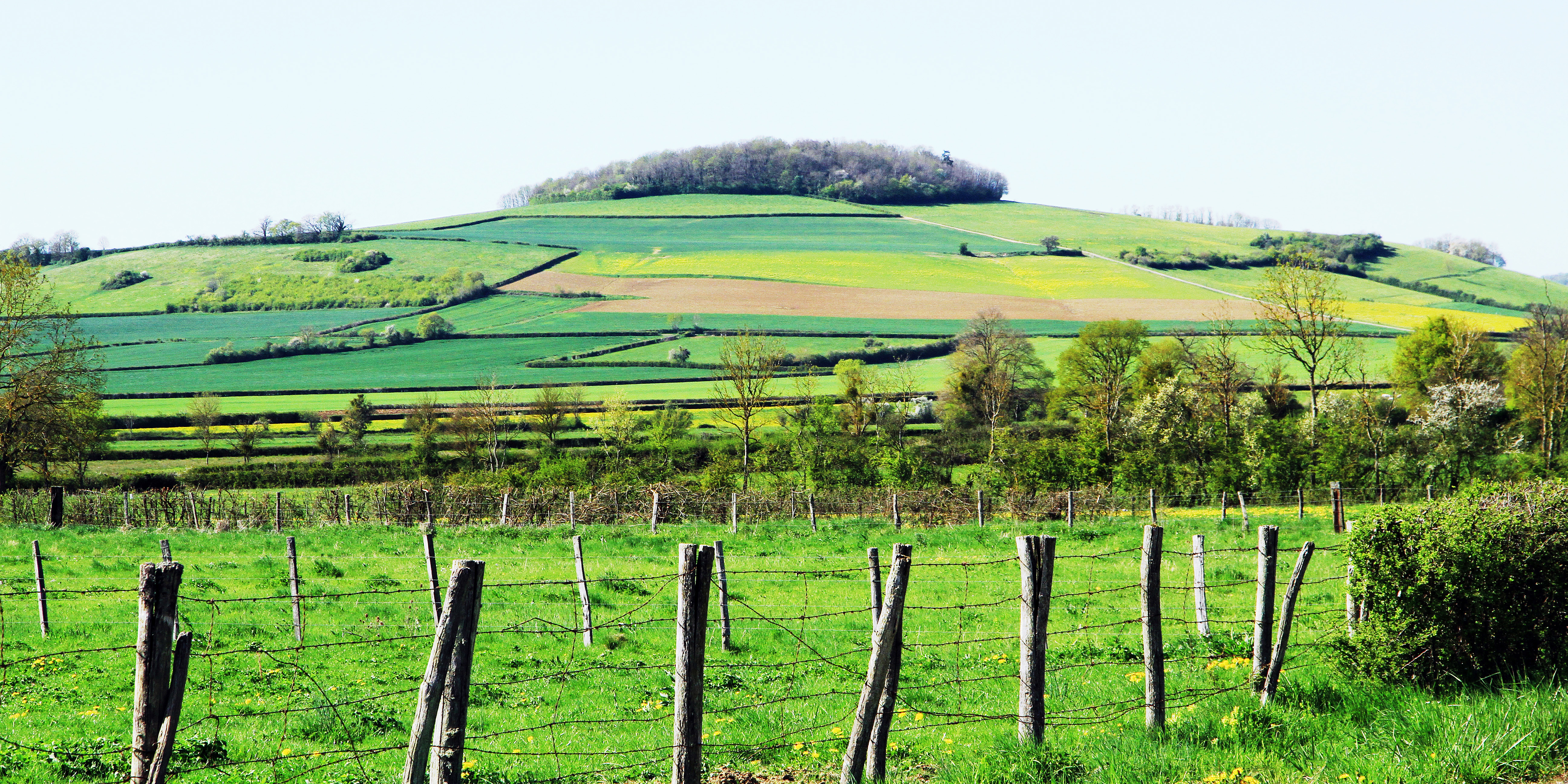
Le Mont Rond (476 m). Pâturages, forêts et bois font le paysage de la commune.

### Hydrographie
Trois principaux cours d'eau parcourent son territoire:
- le Serein
- la Baigne[3]
- le Brazon

qui convergent vers la motte du château. La Baigne et le Brazon sont des affluents du Serein qui continue son cours vers le nord.
La commune fait partie du sous-bassin versant du Serein, qui contribue, à l'échelle départementale, au bassin versant "Serein - Argentalet - Romanée - Tournesac - Vernidard", qui contribue à son tour, à l'échelle nationale, au bassin Seine-Normandie.

### Climat
Pour des articles plus généraux, voir Climat de la Bourgogne-Franche-Comté et Climat de la Côte-d'Or.
En 2010, le climat de la commune est de type climat des marges montargnardes, selon une étude du Centre national de la recherche scientifique s'appuyant sur une série de données couvrant la période 1971-2000. En 2020, Météo-France publie une typologie des climats de la France métropolitaine dans laquelle la commune est exposée à un climat océanique altéré et est dans la région climatique  Lorraine, plateau de Langres, Morvan, caractérisée par un hiver rude (1,5 °C), des vents modérés et des brouillards fréquents en automne et hiver.
Pour la période 1971-2000, la température annuelle moyenne est de 10,6 °C, avec une amplitude thermique annuelle de 16,8 °C. Le cumul annuel moyen de précipitations est de 989 mm, avec 13,2 jours de précipitations en janvier et 8,6 jours en juillet. Pour la période 1991-2020, la température moyenne annuelle observée sur la station météorologique de Météo-France la plus proche, « Pouilly-en-Aux_sapc », sur la commune de Pouilly-en-Auxois à 18 km à vol d'oiseau, est de 10,7 °C et le cumul annuel moyen de précipitations est de 859,1 mm,. Pour l'avenir, les paramètres climatiques de la commune estimés pour 2050 selon différents scénarios d'émission de gaz à effet de serre sont consultables sur un site dédié publié par Météo-France en novembre 2022.

## Urbanisme

### Typologie
Au 1er janvier 2024, La Motte-Ternant est catégorisée commune rurale à habitat très dispersé, selon la nouvelle grille communale de densité à 7 niveaux définie par l'Insee en 2022.
Elle est située hors unité urbaine et hors attraction des villes,.

### Occupation des sols
L'occupation des sols de la commune, telle qu'elle ressort de la base de données européenne d’occupation biophysique des sols Corine Land Cover (CLC), est marquée par l'importance des territoires agricoles (66,6 % en 2018), une proportion identique à celle de 1990 (66,6 %). La répartition détaillée en 2018 est la suivante : 
prairies (46,5 %), forêts (29,3 %), terres arables (13,7 %), zones agricoles hétérogènes (6,4 %), milieux à végétation arbustive et/ou herbacée (2,4 %), zones urbanisées (1,7 %).
L'évolution de l’occupation des sols de la commune et de ses infrastructures peut être observée sur les différentes représentations cartographiques du territoire : la carte de Cassini (XVIIIe siècle), la carte d'état-major (1820-1866) et les cartes ou photos aériennes de l'IGN pour la période actuelle (1950 à aujourd'hui).

### Morphologie
Relativement dispersé, le village regroupe plusieurs hameaux, écarts et lieux-dits autour du bourg:
- Biard,
- Chazelle-en-Morvan, à l'ouest,
- les Bordes, et
- le Meix, à l'est,
- Mercueil,
- le Bois de Meix, au sud,
- le Meix de Chausserose et
- le Moulin Laureau, au nord[16].

### Logement
En 2017, la commune compte 146 logements, dont 13% de logements vacants (France : 8,2%), 32,9% de résidences secondaires et logements occasionnels (France : 9,7%), et 54,1% de résidences principales (France :  82,2%).

## Histoire

### Antiquité
Le toponyme Mercueil pourrait évoquer l'existence d'un sanctuaire dédié à Mercure.
En 1840, dans une lettre au président de la Commission des antiquités du département de la Côte-d'Or, M. Laureau, notaire à Semur-en-Auxois, livre "de curieux détails sur la découverte [...], près la Motte-Ternant, des vestiges d'une fabrique de poterie romaine : plusieurs vases ont été trouvés dans les moules qui servaient à les former."

### Moyen Âge

#### La famille de Ternant (ou de La Motte-Ternant)
On ne sait pas à quelle date les seigneurs locaux prirent le nom de Ternant, mais cette famille noble, implantée à Ternant (Nièvre) et La Motte-Ternant (Côte-d'Or) (peut-être aussi dans la commune de Ternant (Côte-d'Or) à moins qu'il ne s'agisse d'une homonymie), a joué pendant trois siècles un rôle important en Bourgogne.
Parmi les personnes connues :
- Guillaume, seigneur de Ternant, rend hommage au comte de Nevers Louis Ier de Dampierre en 1285 pour « la grande cour de Ternant et les villes de Mulot, Salais (Savigny-Poil-Fol ), Perrigny , Mézeray, Rigny , Hiry[20] , et quelques autres » ; Guy, sire de Ternant, en fait autant en 1310[21].
- Pierre de Ternant, archidiacre de Beaune en 1303
- Jean de Ternant participe en 1340 au camp de Bouvines (ne pas confondre avec la bataille de Bouvines en 1214) dans l' host du comte Louis Ier de Flandre.
- Othenin de Ternant, capitaine du château de Coiffy en 1361
- Hugues, sieur de Ternant et de Limanton , sire de la Motte-Ternant, chevalier, tient en fief-lige en 1353 « la grande Tour de Ternant, avec la ville et appartenances (...), la ville de Tazilly  , la ville de Chônay, la ville d'Hiry, la ville de Mulot, la ville de Salais (Savigny-Poil-Fol ), la ville de Périgny , la ville de Rigny (Rémilly ), la ville de Montfol, etc. »[22] ; il est lieutenant du comte Louis II de Flandre en 1362 et gouverneur du Nivernais à la même date. En 1404 , il fait élever à Savigny-Poil-Fol un gibet à quatre piliers.
- Jean de la Motte-Ternant est échanson du duc Philippe II de Bourgogne en 1392.
- Jean de la Motte-Ternant, conseiller du duc Philippe III de Bourgogne et envoyé à Lille en 1432 négocier au nom de ce dernier et qui est membre de la délégation qu'il envoie à Tours en 1435 le représenter lors du serment de respect du traité d'Arras.

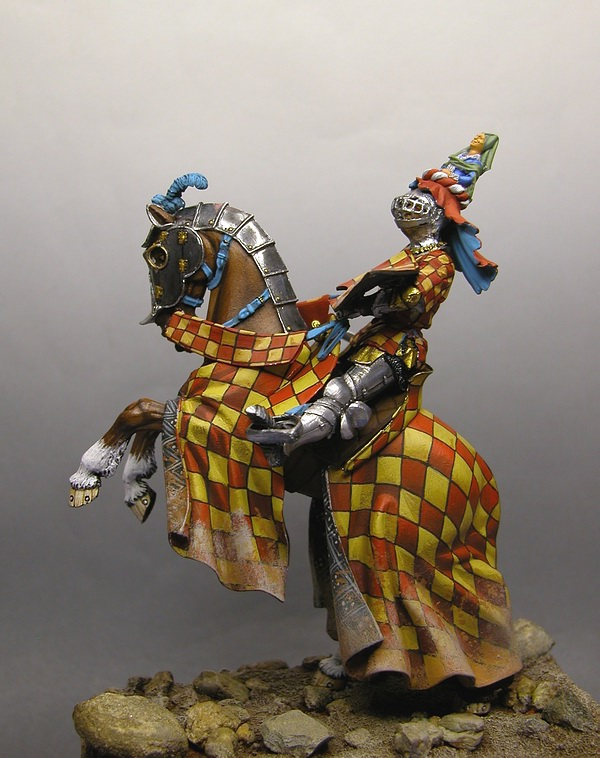
Philippe de Ternant (XV).

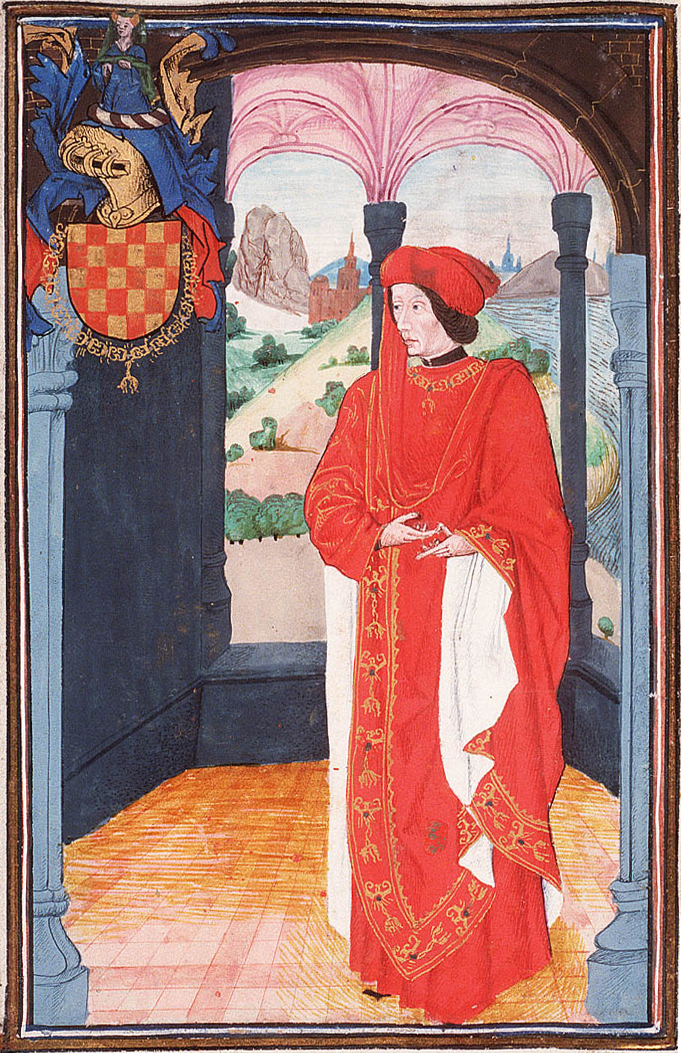
Philippe, seigneur de Ternant (en 1473, par Gilles Gobet.

- Philippe de Ternant (1400-1456), frère du précédent, chevalier de la Toison d'or (voir ci-dessous), chambellan de Philippe le Bon, fut membre à partir de 1433 du "Grand Conseil" du duc de Bourgogne ; il reçoit en 1435 de Philippe le Bon (Philippe III de Bourgogne) la baronnie d'Apremont[23] et la seigneurie de Gendrey. Philippe de Ternant fut commandant de la garde de Bourgogne, il guerroya beaucoup en Flandre pour le compte du duc de Bourgogne à partir de 1430, habitant alors le plus souvent Bruges. Il en profita pour ramener les deux retables qui ornent l'église paroissiale de Ternant. Il est prévôt de Paris en 1436. En 1454, Philippe de Ternant, accusé d'avoir fait arrêter un marchand anglais alors que la Bourgogne avait conclu une trêve avec l'Angleterre, dut demander pardon au Conseil de l'Ordre de la Toison d'Or et fut condamné à aller en pèlerinage à Saint-Jacques-de-Compostelle[24]. Philippe de Terant était aussi seigneur de la Motte (actuelle commune de La Motte-Ternant).
- Charles de Ternant, son fils, est gouverneur et capitaine de Château-Chinon ; il meurt en 1472.
- Claude de Ternant, fils du précédent, écuyer, chambellan du roi, est « seigneur de la Motte et de Ternant » ; il ne semble pas avoir eu de descendants.
- Au début du XVIe siècle, la baronnie de la Motte-Ternant passe aux mains de Guillaume de Pontailler, époux de Claudine de Ternant, sœur de Claude de Ternant, puis de Gilbert de Graçay, seigneur de Champeroux et époux d'Isabeau de Ternant, autre sœur de Claude de Ternant. Ce couple a des enfants dont Jean de Graçay, seigneur de Ternant, qui se maria avec Jehanne de La Châtre.

Toute trace du nom de famille "de Ternant" lié au village et au château de Ternant disparaît, même si le nom de famille "de Ternant" a subsisté.
Le blason de la famille de Ternant était « échiqueté d'or et de gueules à quatre traits ». La seigneurie de Ternant disposait des droits de haute justice, moyenne justice et basse justice sur un territoire étendu et dont les limites sont précisément connues grâce au dénombrement en date du 29 décembre 1539, par Jehanne de La Châtre, dame de Ternant et de Diors (Indre), dont une copie datée du 28 septembre 1740 a été conservée.

### Histoire contemporaine
Le 6 avril 1791, le prieuré du Val Croissant était publié pour vente avec la description suivante
L'église et les bâtimens composant le prieuré de Valcroissant, finage de la Motte-Ternant, jardin potager, cheneviere, piece d'eau, allées et boulingrins, le tout formant l'emplacement de 8 journaux, avec 69 arpens 66 perches de bois, 2 étangs, le battoir à écorces et les ustensiles, un clos de 11 soitures de prés appelé le pré de Chesne, un moulin, une terre à cheneviere avec un jardin, un petit étang et une pâture dépendans du même prieuré, estimés 17087 livres ; plus, un domaine situé même finage, 2 jardins, 2 petites chenevieres, 33 soitures 3 quarts de pré, 187 journaux et demi de terre et une pâture, (même prieuré) estimés 14023 l. et plusieurs lots de terre, le tout sur l'enchère de 34837 liv.

## Politique et administration

### Liste des maires
| Période                                  | Période  | Identité         | Étiquette | Qualité              |
| ---------------------------------------- | -------- | ---------------- | --------- | -------------------- |
| avant 1981                               | ?        | Roger Petit      | DVD       |                      |
| mars 2001                                | En cours | Jean-Louis Petit | DVD       | Agriculteur retraité |
| Les données manquantes sont à compléter. |          |                  |           |                      |

### Jumelages
La commune ne participe à aucun jumelage ou autre forme de coopération internationale.

## Équipements et services publics

### Enseignement
La commune comptait autrefois plusieurs établissements d'enseignement. Le linteau d'une porte d'entrée d'une cour dans le bourg de la commune porte encore l'inscription "école de filles".
Lorsque l'école publique installée à la mairie a fermé, l'école la plus proche était encore dans la commune de Villargoix. L'école élémentaire la plus proche est désormais à Thoisy-la-Berchère, et au-delà, Saulieu.

### Santé
Aucun établissement de santé n'est présent sur la commune.
Les équipements les plus proches sont situés à Précy-sous-Thil, Aisy-sous-Thil, Saulieu, Pouilly-en-Auxois et Vitteaux.

## Population et société

### Démographie
L'évolution du nombre d'habitants est connue à travers les recensements de la population effectués dans la commune depuis 1793. Pour les communes de moins de 10 000 habitants, une enquête de recensement portant sur toute la population est réalisée tous les cinq ans, les populations de référence des années intermédiaires étant quant à elles estimées par interpolation ou extrapolation. Pour la commune, le premier recensement exhaustif entrant dans le cadre du nouveau dispositif a été réalisé en 2006.

En 2022, la commune comptait 150 habitants, en évolution de −0,66 % par rapport à 2016 (Côte-d'Or : +0,82 %, France hors Mayotte : +2,11 %).
| 1793 | 1800 | 1806 | 1821 | 1836 | 1841 | 1846 | 1851 | 1856 |
| ---- | ---- | ---- | ---- | ---- | ---- | ---- | ---- | ---- |
| 535  | 695  | 726  | 813  | 666  | 694  | 667  | 638  | 632  |

| 1861 | 1866 | 1872 | 1876 | 1881 | 1886 | 1891 | 1896 | 1901 |
| ---- | ---- | ---- | ---- | ---- | ---- | ---- | ---- | ---- |
| 607  | 608  | 615  | 610  | 561  | 542  | 507  | 504  | 459  |

| 1906 | 1911 | 1921 | 1926 | 1931 | 1936 | 1946 | 1954 | 1962 |
| ---- | ---- | ---- | ---- | ---- | ---- | ---- | ---- | ---- |
| 434  | 407  | 341  | 344  | 349  | 363  | 265  | 261  | 297  |

| 1968 | 1975 | 1982 | 1990 | 1999 | 2006 | 2011 | 2016 | 2021 |
| ---- | ---- | ---- | ---- | ---- | ---- | ---- | ---- | ---- |
| 215  | 213  | 191  | 185  | 163  | 170  | 169  | 151  | 148  |

| 2022 | - | - | - | - | - | - | - | - |
| ---- | - | - | - | - | - | - | - | - |
| 150  | - | - | - | - | - | - | - | - |

### Culte
La commune est une paroisse catholique, dans l'archiprêtré de Saulieu, et l'archidiocèse de Dijon (autrefois dans l'archidiaconé d'Avallon, et le diocèse d'Autun)
La commune comprenait autrefois l'établissement du prieuré du Val-Croissant (Vaulx Croissant, Val Croissant, Vallis Crescens), fondé en 1216, troisième fondation de l'abbaye du Val des Choux, dans le Châtillonnais. En 1717, Antoine Garreau liste "Notre-Dame du Val-Croissant, au Bailliage de Saulieu, première Fille de l'Ordre, & de la nomination du Roi."

## Économie
La commune compte un camping non classé de vingt emplacements.

## Culture locale et patrimoine

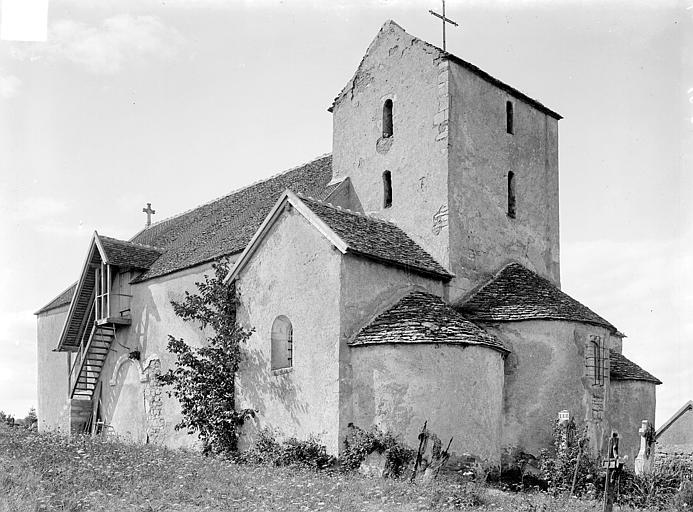
Eglise Saint-Martin, La Motte-Ternant

### Lieux et monuments
La commune compte plusieurs lieux et monuments d'intérêt:
- l'église Saint-Martin du XIe siècle, située sur une colline, vers la mairie[41]. L'édifice est inscrit au titre des monuments historiques par arrêté du 3 juin 1927[42]. "Un fragment de frise en pierre calcaire, apparemment d'époque romaine, subsiste en remploi dans le chœur"[18].
- le château, dont la motte castrale surplombant la confluence du Serein, de la Baigne et du Brazon a donné son nom à la commune depuis des siècles[43].
- le Val Croissant, situé sur la route de Thomirey et Villargoix: prieuré fondé en 1216 par Guillaume de Mont-Saint-Jean[44] dans la vallée du Brazon, et "château" du XIXe siècle[45].
- la butte du Mont Rond (476 m).
- Non loin de l'église : un pigeonnier couvert en lauzes accolé à l'une des plus anciennes maisons du village (ensemble constitué, outre la maison d'habitation, d'une écurie, d'un four à pain et d'une forge)[46].

### Art
Le musée des beaux-arts de Dijon compte dans ses collections trois grands tableaux allégoriques attribués à Philippe Quantin (Dijon, c 1600 - Dijon, 1636) représentant chacun une muse.
Ces trois peintures à l'huile sur toile sont des vestiges d'un cabinet des muses que Quantin décore entre 1624 et 1628 pour le compte de Charles de Marcilly-Cypierre, gouverneur de Semur-en-Auxois.
Alors propriétaire du château qu'il fait reconstruire au début du XVIe siècle, Marcilly-Cypierre donne un temps son nom de La Motte-Cypierre au village.

### Patrimoine naturel
Depuis 1997, la commune est membre du Parc naturel régional du Morvan. Elle en est même l'une des portes orientales.

### Personnalités liées à la commune
- Gabrielle d'Estrées (1573-1599), maîtresse et favorite d’Henri IV, est réputée avoir séjourné au château de la Motte-Ternant, donnant par la même occasion son nom à l'une des tours du château[49].
- Gabriel Noize (La Motte-Ternant, 1897-Saulieu, 1973), ingénieur I.E.G. (Institut électrotechnique de Grenoble), cofondateur en janvier 1934 avec Jean Rigaud (ingénieur mécanicien) de l'entreprise Mecelec, spécialiste de l'équipement de réseaux électriques[50],[51].
- Laurent Bulot et Cecilia Deloffre, installés dans le bourg pour leurs activités de ferme pédagogique, ont paru dans l’émission Echappées Belles: Week-end à Dijon (saison 19, episode 1, France 5, 23 novembre 2024)[52].